# Isoaulactinia stelloides
Isoaulactinia stelloides is een zeeanemonensoort uit de familie Actiniidae.
Isoaulactinia stelloides is voor het eerst wetenschappelijk beschreven door McMurrich in 1889.